# Llac de Montbel
El llac de Montbel (en francès: "lac de Montbèl") és un embassament situat a la cara nord dels Pirineus, dins de la Regió d'Occitània, França i tancat pel riu Èrç Viu.

## Història
El llac va ser ideat l'any 1977 amb la finalitat de tenir una font permanent de reg per als departaments d'Arieja i Aude, ocupant els antics boscos de Léran. Les obres van acabar el 1985 i des de llavors, està administrat per «Institution Interdépartementale pour l'Aménagement du Barrage de Montbel». Posteriorment, i arran de la modificació de la «Loi montagne» ("llei muntanya"), va quedar prohibida qualsevol construcció a menys de 300 metres de la riba del llac per tal de preservar l'indret.

## Característiques

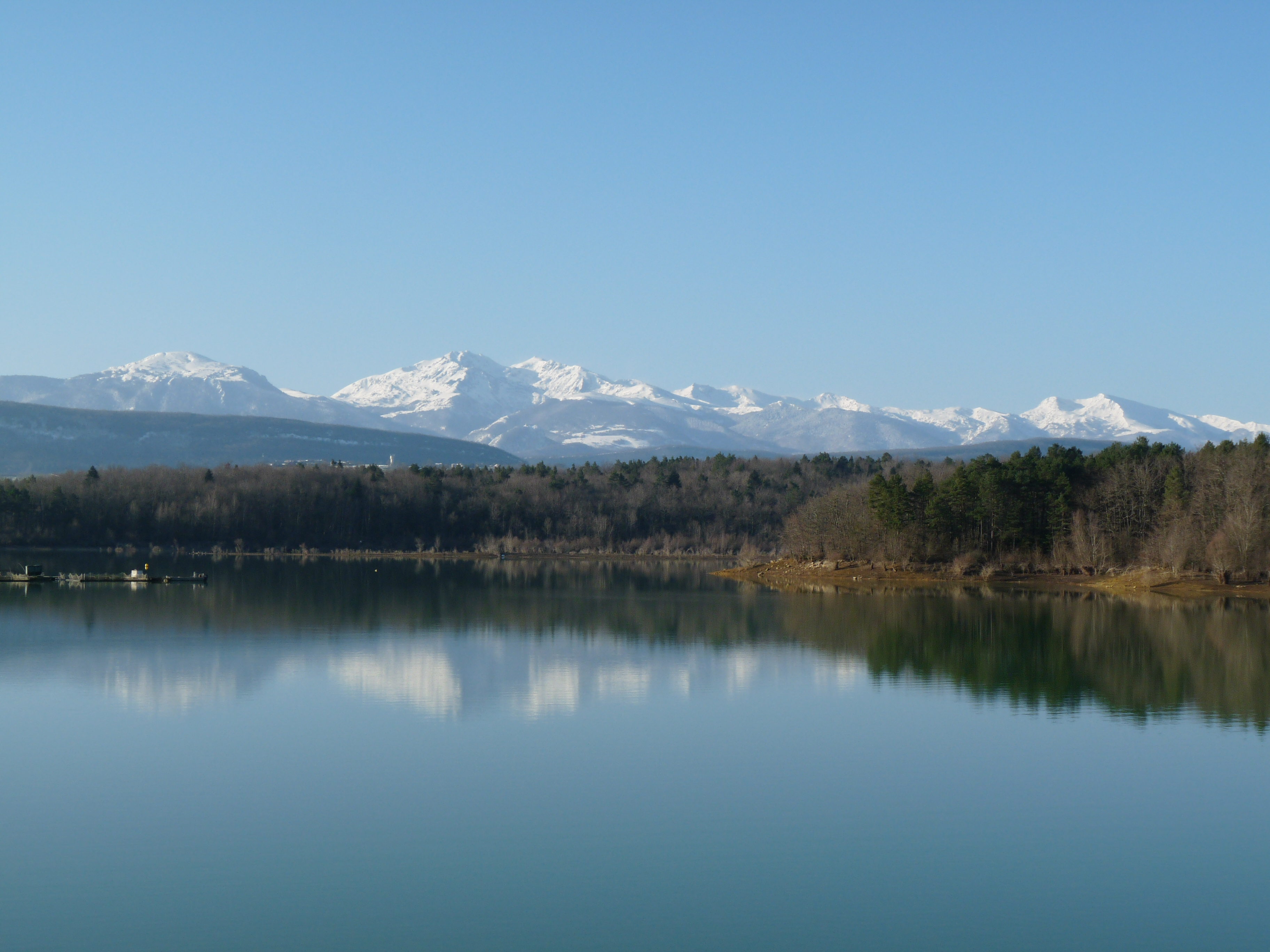
Llac de Montbel, amb els Pirineus francesos al fons.

### Geografia
El llac rep aigua del riu Trière pel nord, afluent del Èrç Viu que passa just pels seus costats est i sud. El llac ocupa una superfície de 570 hectàrees i pot arribar a contenir fins a 60 milions de m³ d'aigua. Al centre del mateix posseeix diversos illots inhabitats i només un d'ells, roman connectat mitjançant carretera.

### Economia
En l'àmbit econòmic, a més de servir de reg per als cultius de les comunas properes, part del llac és utilitzat per al desenvolupament de l'aqüicultura. Amb el pas del temps, cada vegada va ser més rellevant l'impacte econòmic gràcies a l'estructura d'oci que es va anar creant al voltant, des de diversos ports esportius petits per practicar esports nàutics com ara piragüisme o esquí aquàtic, fet que també va propiciar a la construcció de diversos càmpings voltant amb el pas del temps i la creació vies de vianants per fer en bicicleta o a peu, convertint el llac a un element turístic rellevant per a la zona pel seu impacte econòmic.

### Fauna i flora
El llac està envoltat d'arbres alts i densos, tenint un paper important com a punt de refugi i alimentació tant per les aus locals com per les migratòries, així com de rapinyaires que baixen de la seva zona de nidificació del Pirineu francès en busca de preses fàcils al llac. Per aquest motiu, aquesta zona va ser declarada com a àrea natural d'interès ecològic, fauna i flora, dins el programa ZNIEFF de França.
| Aus                                         | Peixos                  | Rèptils i amfibis                         |
| ------------------------------------------- | ----------------------- | ----------------------------------------- |
| Àguila calçada comuna (Hieraaetus pennatus) | Ciprínids (Cyprinidae)  | Colobra llisa (Coronella austriaca)       |
| Àguila marcenca (Circaetus gallicus)        | Silurs (Silurus glanis) | Granota àgil (Rana dalmatina)             |
| Ànec collverd (Anas platyrhynchos)          |                         | Lludrió llistat (Chalcides striatus)      |
| Arpella pàl·lida comuna (Circus cyaneus)    |                         | Reineta meridional (Hyla meridionalis)    |
| Astor comú (Accipiter gentilis)             |                         | Renoquet (Pelodytes punctatus)            |
| Becada eurasiàtica (Scolopax rusticola)     |                         | Salamandra comuna (Salamandra terrestris) |
| Cabusset comú (Tachybaptus ruficollis)      |                         | Tòtil (Alytes obstetricans)               |
| Capsot d'esquena roja (Lanius collurio)     |                         | Tritó verd (Triturus marmoratus)          |
| Colltort comú (Jynx torquilla)              |                         |                                           |
| Cotoliu (Lullula arborea)                   |                         |                                           |
| Falcó pelegrí (Falco peregrinus)            |                         |                                           |
| Fotja comuna (Fulica atra)                  |                         |                                           |
| Mussol comú (Athene noctua)                 |                         |                                           |
| Puput comuna (Upupa epops)                  |                         |                                           |
| Picot verd comú (Picus viridis)             |                         |                                           |
| Tórtora eurasiàtica (Streptopelia turtur)   |                         |                                           |